# یوگنی آنگین

یوگنی آنِگِین (به روسی: Евгений Онегин) رمان شعرگونه الکساندر پوشکین، نویسنده روسی، است.
این داستان منظوم شاهکار پوشکین است و او به مدت هشت سال روی آن کار کرد. در موسیقی و ادبیات و فیلم تأثیر زیادی گذاشته و مردم عادی نیز به موضوع آن توجه داشته‌اند.
رمان هفت هزار خطی یوگنی آنگین که شخصیت خود پوشکین را هم در ورای چهره قهرمانش نمایان می‌سازد، مانند جنایت و مکافاتداستایفسکی «دانشنامه زندگی روسی» است و تأثیرات زیادی در موسیقی و ادبّیات و فیلم گذاشته‌است. چایکوفسکی از روی آن، اپرای «اوژن اونگین» را ساخته‌است.

## ترجمه کتاب یوگنی آنگین
کتاب یوگنی آنگین بارها و بارها ترجمه شده ولادیمیر ناباکوف که در برگردان آثار ادبی جهانِ انگلیسی زبان به روسی نقش مهمی را ایفا کرده‌است، آن را به انگلیسی ترجمه نمود. جدا از ناباکوف، چارلز جانسون، جیمز ای فالن، والتر آنت، داگلاس هاواستاتر، هنری هویت، استانلی میچل و… یوگنی آنگین را ترجمه کرده‌اند.
به زبان فرانسوی هشت ترجمه و به زبان آلمانی شانزده ترجمه گوناگون از آن موجود است. به زبانهای دیگر از جمله عبری و قزاقی و… هم ترجمه شده‌است.
آبای (ابراهیم) قونابایف، (۱۸۴۵–۱۹۰۴)، به زبان قزاقی و منوچهر وثوقی‌نیا (سال ۱۳۴۲) یوگنی آنگین را به فارسی ترجمه کرده‌اند.
کتاب یوگنی آنگین از زمان نگارشش (۱۸۳۳) تاکنون مباحث زیادی برانگیخته و در مورد آن نقد و سریال و فیلم و باله و نمایشنامه... کم نیست.
نسخه کامل کتاب سال ۱۸۳۳ منتشر شد البته پوشکین چهار سال بعد در آن تغییرات جزئی داد.

## زمینه داستان
پوشکین در شماری از آثارش از جمله «دختر کاپیتان»، شیفتگی دو دلداده را با فرجامی خوش‌طرح می‌ریزد امّا در یوگنی آنگین، از غم معشوق (تاتیانا) و خودبینی شبه عاشقان پرده برمی‌دارد.
یوگنی آنگین که بعد از درگذشت عمویش به مال و منال فراوان رسیده و با سنّتهای اشرافی روس بزرگ شده، برای فرار از روزمرّگی‌های زندگی به روستای دور افتاده‌ای می‌رود و آنجا به دختر زیبایی به نام «تاتیانا» برخورد می‌کند. تاتیانا خواهر زن دوست شاعرش «ولادیمیر لنسکی» بود…
تاتیانا به یوگنی آنگین دل می‌سپارد و برایش نامه می‌نویسد، امّا وی به آن دختر زیبای روستایی محل نمی‌گذارد و او را از خود می‌راند. در عوض به خواهر وی (اولگا) که هنگام رقص، به وی توجه کرده بود، ابراز علاقه می‌کند.
اولگا زن دوستش (ولادیمیر لنسکی) بود و یوگنی آنگین سر همین مسئله در دوئلی دوستش را می‌کشد و از آن شهر می‌رود.
یوگنی آنگین مدام دم از عشق می‌زد اما با آن بیگانه بود. اولگا هم خیلی زود از چشمش افتاد.
از آن کشش زیبا که تاتیانا نسبت به یوگنی آنگین داشت، جز خاطره و سایه‌ای باقی نماند و او پس از ازدواجی سنتّی و مرسوم راهی شهر سن پترزبورگ شد و آنجا بُرو و بیا پیدا کرد.
پس از سالیان درازگذار یوگنی آنگین به سن پترزبورگ می‌افتد و او را (با همسرش) می‌بیند و این بار نه یک دل، صد دل عاشق و خاطرخواه می‌شود.
خاطرخواه همان دختر روستایی (تاتیانا) که پیش تر او را از خود رانده نامه‌اش را در آتش انداخته بود.
یوگنی آنگین پیش تاتیانا دَم از عشق و عاشقی می‌زند. امّا گذشته برنمی‌گردد و تاتیانا که بواسطه عزّت نفس و خویشتنداری اش، محبوبترین زن آثار روسی است، سفره دلش را باز می‌کند و می‌گوید سایه آن کشش در یاد من باقی است، امّا به شرافت خودم پایبندم و می‌خواهم به عهد ازدواجی که بسته‌ام وفادار بمانم. هیچ‌کس مرا به وفادار ماندن به زندگی کنونی‌ام مجبور نکرده و خودم با اختیار آن را برگزیده‌ام. عشق فرزند آزادی است و با اجبار بیگانه‌است.
یوگنی آنگین زانوی غم به بغل می‌گیرد و صحبت از تراژدی می‌کند و اصرار پشت اصرار که همه چیز را رها کن. بیا و با من همدمی کن. بگو که عاشق منی. من می‌میرم… تکلیف عشق چه می‌شود…
یوگنی آنگین که با خوش‌گذرانی و دسترنج کشاورزان فقیر خو کرده و از درک پاسخ آن دختر روستایی عاجز است، با سوءاستفاده از خاطره گرایی و روح لطیف تاتیانا، تلاش می‌کند وفای او را به زندگی جدیدش، کمرنگ و بی‌مقدار کند امّا موفق نمی‌شود.
یوگنی آنگین از قهرمانان مکتب رئالیست ادبیات روسیه‌است و به نظر می‌رسد بازتاب زندگی خصوصی پوشکین و کسانی است که وی بدان تعلق داشت. (خود پوشکین هم در دوئلی کشته شده‌است)
پوشکین در یوگنی آنگین تحت تأثیر لرد بایرون و همچنین الکساندر گریبایدوف بود.

## مناسبات اشرافی عصر پوشکین

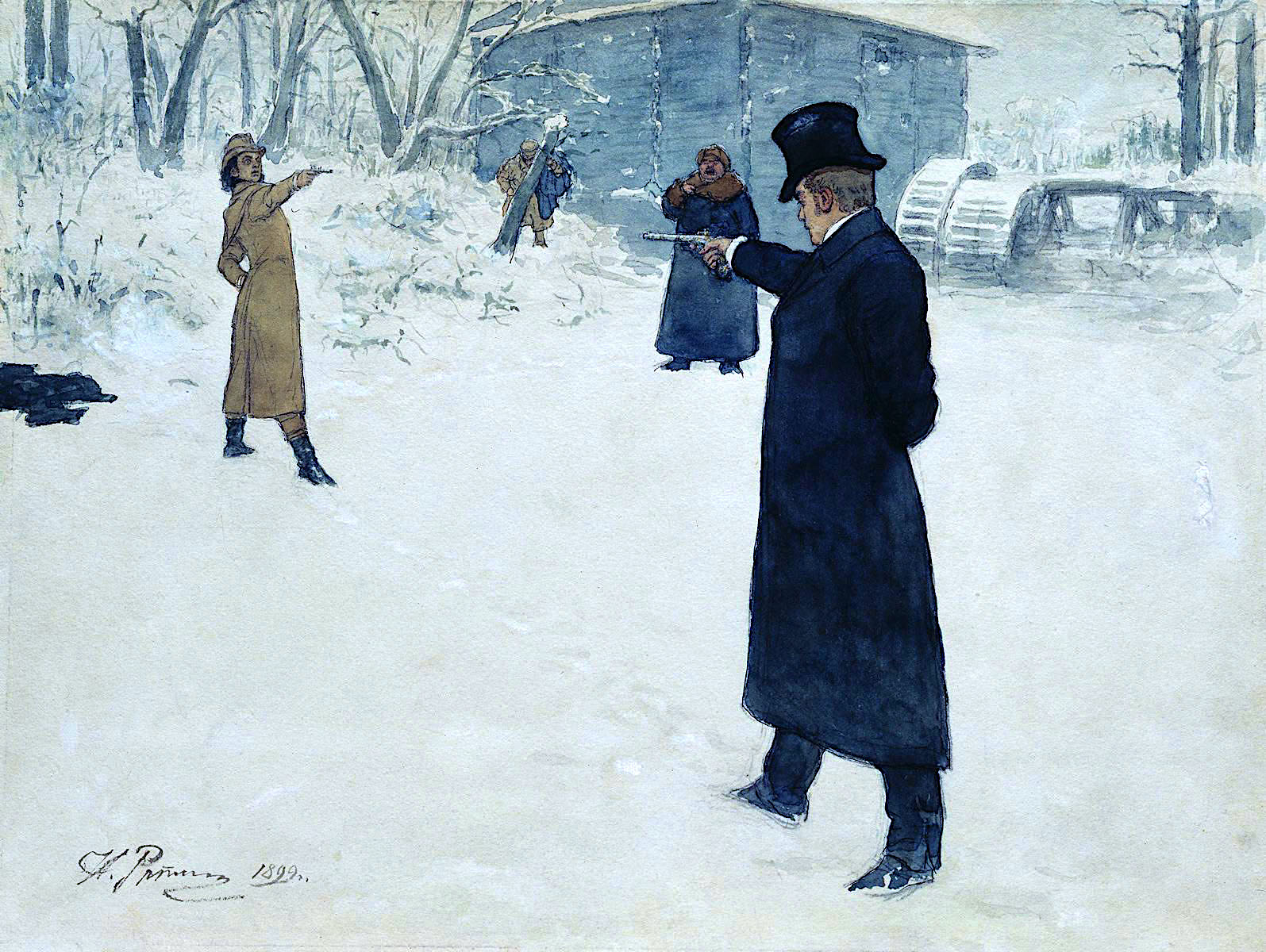
دوئل یوگنی آنگین و ولادیمیر لٍنسکی، اثر ایلیا رپین به‌سال ۱۸۹۹ میلادی.

پوشکین که به رعیت‌داری و سرف‌داری انتقاد داشت و معتقد بود سرف‌ها (دهقانانی که همراه زمین خرید و فروش می‌شدند)، خودشان باید صاحب زمین شوند، «پوشکین» ی که در دوره جوانی، نفرت از رژیمِ تزاری و جهل و جمود کلیسا را در اشعار خود بازتاب می‌داد، در نهایت نتوانست از محافلِ درباری و ارتجاعی دل بکند.
هیچ چیز نتوانست شوق فروخفته زندگی را در او (و قهرمان قصه‌اش) بیدار کند و قادر نبود به زندگی خود در خدمت جامعه معنایی ببخشد و شخصیتش در انزوای بی‌حاصلی خشکید. حتی آشنایی با تاتیانا، دختر پاک و زیبای روستایی، نتوانست کرختی قلب او را چاره کند. دوئلی هم، که پیش آورد و به خاطر تصاحب زن رفیقش (لیننسکی)، او را کشت، بیدارش نکرد. درد پوشکین در مناسبات ارتجاعی و اشرافی عصر او ریشه داشت.
پوشکین از زبان قهرمان داستانش مُدام دم از عشق می‌زند اما آنچه یوگنی آنگین عشق می‌نامید، عشقه ای بیش نبود.
در مورد یوگنی آنگین، صادق هدایت در «اشک تمساح»، با طنز و طعنه که «تعزیهٔ عروسی قاسم به پای اپرای آنگین نمی‌رسد»، از آن یاد کرده‌است.
برخی هم با با تکیه به تئوریهای ژاک لاکان و زیگموند فروید و…، رفتار یوگنی آنگین را توجیه روان شناسانه کرده‌اند.

## سعدی در یوگنی آنگین
پوشکین در فصل هشتم کتاب یوگنی آنگین به سعدی هم اشاره نموده و می‌نویسد:
«بعضی‌ها از این دنیا رفته‌اند و بعضی‌ها در مسافرت دور و دراز هستند، چنان‌که سعدی در زمان خود گفته بود.»
منظور پوشکین اشعار زیر است:
شنیدم که جمشید فرخ سرشت
به سرچشمه‌ای بر، به سنگی نوشت:
بر این چشمه چون ما بسی دم زدند
برفتند، چون چشم برهم زدند
پوشکین در داستان «فوّاره باغچه‌سرای» شعر سعدی را آورده‌است.